# Авраам на пути в Ханаан
«Авраам на пути в Ханаан» — картина голландского художника Питера Ластмана из собрания Государственного Эрмитажа.
Картина иллюстрирует ветхозаветный сюжет, описанный в Книге Бытия (12: 4—7): Авраам с женой Саррой, племянником Лотом и своими людьми прибывают в Ханаан и слышат слова Господа: «Потомству твоему отдам Я землю сию».
На картине изображены преклонивший колено Авраам, его жена Сарра, в золотистой юбке, сидящая верхом на осле, и Лот, в синей рубахе, стоящий возле осла, на которого навьючена корзина со свитком, книгой, закруглённой доской и астролябией, там же видна рукоять ножа. Из левого верхнего угла, из-за деревьев, их осеняют лучи божественного света. Слева на камне перед Авраамом в две строки сделана подпись художника и дата: Pietro Lastman / fecit. A°. 1614. Первоначально картина была написана на дереве, однако впоследствии переведена на холст. Картина являет собой самый ранний в голландской живописи пример изображения этого сюжета.
По версии И. Виттрока, изображённые на картине свиток, книга, доска и астролябия — аллегории; он дал им следующую трактовку: книга является Священным Писанием и символизирует веру, то же относится и к свитку; доска с закруглёнными углами означает скрижаль Закона; астролябия намекает на астролого-астрономические знания Авраама; нож по сути своей атрибут жертвоприношения и напоминает о повиновении Авраама, решившегося принести в жертву своего сына.
Историк искусства Ю. И. Кузнецов в своём обзоре голландской живописи XVII века очень высоко оценивал картину:

Ластман отказывается от напыщенного языка предшественников — картина должна быть простой, искренней и ясной… Художник пытается объединить пейзаж и фигуры, подмечает живые выразительные жесты, вводит в картину множество бытовых подробностей, тщательно исполненных деталей… По мнению художника, это должно заставить зрителя поверить в реальность изображённого события.

Изображение гласа божьего в виде направленных лучей божественного света для своего времени явилось новаторским приёмом в живописи, который оказал значительное влияние на последующие исторические и религиозные произведения многих художников, в том числе и на молодого Рембрандта.
Как следует из подписи, картина написана в 1614 году, её ранняя история неизвестна. В состав Эрмитажного собрания она поступила в 1792 году из имущества князя Г. А. Потёмкина-Таврического, после его смерти остававшегося в Зимнем дворце.
В 1855 году картина была продана с аукциона в Санкт-Петербурге и последовательно находилась в коллекциях Волкова, А. В. Короченцова, С. Ф. Соловьёва. В 1938 году через посредство Ленинградской государственной закупочной комиссии она была приобретена государством и вновь поступила в собрание Эрмитажа. Историк искусства В. Ф. Левинсон-Лессинг по этому поводу сокрушённо писал:

Если ответственность за это нелепое распоряжение, в результате которого из Эрмитажа ушёл ряд очень хороших картин, лежит на Николае I, то ответственность за самый выбор не годных ни для Эрмитажа, ни для дворцов картин в ещё большей мере лежит на Бруни, Басине и Неффе. Именно они не распознали в ряде случаев таких первоклассных вещей как … «Путешествие Авраама» Ластмана, приобретённое Эрмитажем в 1938 году.

Картина экспонируется в здании Нового Эрмитажа в зале 252.